# World Football Challenge 2009
El World Football Challenge 2009 fue la edición inaugural del World Football Challenge, que se celebró del 19 al 26 de julio de 2009 en Estados Unidos.

## Diseño de la competición

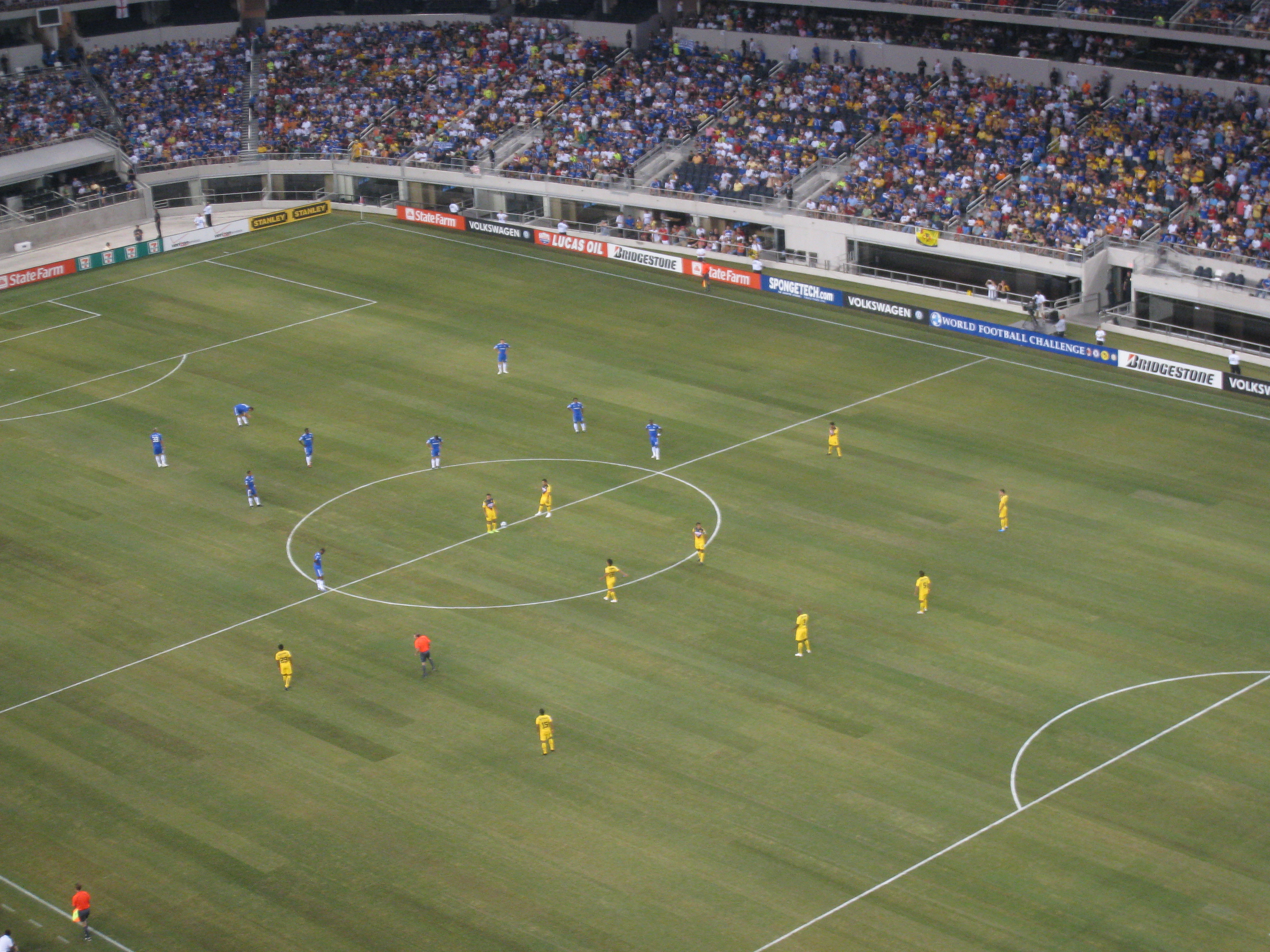
Partido entre el Chelsea F.C. y el Club América en el Cowboys Stadium.

El torneo consiste en un cuadrangular de cuatro equipos, que se enfrentaron en un sistema de todos contra todos recibiendo un punto por cada gol generado durante el tiempo reglamentario (hasta tres goles), más los tres puntos por victoria. Si después de 90 minutos el partido quedaba en empate, los equipos se enfrentaban en una tanda de penales y el ganador recibía dos puntos, mientras que el perdedor recibía uno. El equipo con el número de puntos más alto al terminar la competencia sería el campeón del torneo.

## Equipos participantes
- Los siguientes equipos son los participantes del torneo.[1][2][3]

| País       | Equipo         | Liga             |
| ---------- | -------------- | ---------------- |
| Inglaterra | Chelsea F.C.   | Premier League   |
| México     | Club América   | Primera División |
| Italia     | A.C. Milan     | Serie A          |
| Italia     | Inter de Milán | Serie A          |

## Sedes
- Las siguientes ciudades fueron las sedes del torneo.[4]

| Ciudad     | Estadio          | Capacidad |
| ---------- | ---------------- | --------- |
| Stanford   | Stanford Stadium | 50.000    |
| Pasadena   | Rose Bowl        | 95.542    |
| Atlanta    | Georgia Dome     | 71.228    |
| Baltimore  | M&T Bank Stadium | 71.008    |
| Foxborough | Gillette Stadium | 68.756    |
| Arlington  | Cowboys Stadium  | 80.000    |

| Stanford, California | Pasadena, California | Atlanta, Georgia  | Baltimore, Maryland | Foxborough, Massachusetts | Arlington, Texas  |
| -------------------- | -------------------- | ----------------- | ------------------- | ------------------------- | ----------------- |
| Stanford Stadium     | Rose Bowl            | Georgia Dome      | M&T Bank Stadium    | Gillette Stadium          | Cowboys Stadium   |
| Capacidad: 50.000    | Capacidad: 92.542    | Capacidad: 71.228 | Capacidad: 71.008   | Capacidad: 68.756         | Capacidad: 80.000 |
|                      |                      |                   |                     |                           |                   |

## Tabla de posiciones y partidos
Pts. = Puntos; PJ = Partidos Jugados; PG = Partidos Ganados; PE = Partidos Empatados; PP = Partidos Perdidos; GF = Goles a Favor; GC = Goles en Contra; Dif. = Diferencia de Goles
| Equipo         | Pts. | PJ | PG | PE | PP | GF | GC | Dif. |
| -------------- | ---- | -- | -- | -- | -- | -- | -- | ---- |
| Chelsea F.C.   | 15   | 3  | 3  | 0  | 0  | 6  | 1  | +5   |
| Club América   | 8    | 3  | 1  | 1  | 1  | 3  | 4  | -1   |
| Inter de Milán | 7    | 3  | 1  | 1  | 1  | 3  | 3  | 0    |
| A.C. Milan     | 2    | 3  | 0  | 0  | 3  | 2  | 6  | -4   |

| 19 de julio de 2009 | Club América | 1:1 (0:0, 1:1) | Inter de Milán | Stanford Stadium, Stanford, California                                        |                                                                               |
|                     | Silva 51'    | Reporte        | Córdoba 61'    | Asistencia: 31.026 espectadores Árbitro(s): Baldomero Toledo (Estados Unidos) | Asistencia: 31.026 espectadores Árbitro(s): Baldomero Toledo (Estados Unidos) |

| Tanda de penaltis |                  |     |                  |             |
| Chitiva           | Acierto de penal | 1:1 | Acierto de penal | Balotelli   |
| Mosquera          | Acierto de penal | 2:2 | Acierto de penal | Milito      |
| Silva             | Acierto de penal | 3:3 | Acierto de penal | Ibrahimović |
| Márquez           | Acierto de penal | 4:3 | Fallo de penal   | Vieira      |
| Rojas             | Acierto de penal | 5:4 | Acierto de penal | Burdisso    |

| 21 de julio de 2009 | Chelsea F.C.                    | 2:0 (1:0) | Inter de Milán | Rose Bowl, Pasadena, California                                              |                                                                              |
|                     | Drogba 11' · Lampard 50' (pen.) | Reporte   |                | Asistencia: 81.224 espectadores Árbitro(s): Ricardo Salazar (Estados Unidos) | Asistencia: 81.224 espectadores Árbitro(s): Ricardo Salazar (Estados Unidos) |

| 22 de julio de 2009 | A.C. Milan  | 1:2 (0:0) | Club América              | Georgia Dome, Atlanta, Georgia                                         |                                                                        |
|                     | Inzaghi 66' | Reporte   | Esqueda 56' · Márquez 84' | Asistencia: 53.600 espectadores Árbitro(s): Alex Prus (Estados Unidos) | Asistencia: 53.600 espectadores Árbitro(s): Alex Prus (Estados Unidos) |

| 24 de julio de 2009 | A.C. Milan  | 1:2 (1:1) | Chelsea F.C.            | M&T Bank Stadium, Baltimore, Maryland                                    |                                                                          |
|                     | Seedorf 38' | Reporte   | Drogba 7' · Zhirkov 69' | Asistencia: 71.203 espectadores Árbitro(s): Mark Geiger (Estados Unidos) | Asistencia: 71.203 espectadores Árbitro(s): Mark Geiger (Estados Unidos) |

| 26 de julio de 2009 | A.C. Milan | 0:2 (0:1) | Inter de Milán | Gillette Stadium, Foxborough, Massachusetts                                 |                                                                             |
|                     |            | Reporte   | Milito 4' 75'  | Asistencia: 42.531 espectadores Árbitro(s): Jorge González (Estados Unidos) | Asistencia: 42.531 espectadores Árbitro(s): Jorge González (Estados Unidos) |

| 26 de julio de 2009 | Chelsea F.C.               | 2:0 (0:0) | Club América | Cowboys Stadium, Arlington, Texas                                      |                                                                        |
|                     | Di Santo 76' · Malouda 78' | Reporte   |              | Asistencia: 57.229 espectadores Árbitro(s): Paul Ward (Estados Unidos) | Asistencia: 57.229 espectadores Árbitro(s): Paul Ward (Estados Unidos) |

| England                          |
| Campeón Chelsea F.C. 1.er título |

## Goleadores
| Jugador           | Equipo         | Goles |
| ----------------- | -------------- | ----- |
| Didier Drogba     | Chelsea F.C.   | 2     |
| Diego Milito      | Inter de Milán | 2     |
| Clarence Seedorf  | A.C. Milan     | 1     |
| Daniel Márquez    | Club América   | 1     |
| Enrique Esqueda   | Club América   | 1     |
| Filippo Inzaghi   | A.C. Milan     | 1     |
| Florent Malouda   | Chelsea F.C.   | 1     |
| Franco Di Santo   | Chelsea F.C.   | 1     |
| Frank Lampard     | Chelsea F.C.   | 1     |
| Iván Córdoba      | Inter de Milán | 1     |
| Juan Carlos Silva | Club América   | 1     |
| Yuri Zhirkov      | Chelsea F.C.   | 1     |

## Teledifusión
Los derechos televisivos de esta competición pertenecen a ESPN Latinoamérica. Sin embargo, la cadena mexicana Televisa, dueña de los derechos del Club América, transmitió los partidos disputados de dicho club durante el torneo.
| Predecesor: — | World Football Challenge 2009 | Sucesor: 2011 |